# Karmakanic
Karmakanic est un groupe suédois de rock progressif, originaire de Malmö. Leur album Who's the Boss in the Factory accueille de nombreux musiciens invités tels que Roine Stolt, du groupe The Flower Kings, dans la chanson Two Blocks from the Edge.

## Historique
Jonas Reingold compose en 2000 quelques morceaux pour un futur projet baptisé Karmakanic. Il enregistre ensuite, avec ses collègues des Flower Kings, Tomas Bodin, Zoltan Csörsz et Roine Stolt, aux côtés du chanteur Göran Edman, en 2001, leur premier album Entering the Spectra. Il est publié en octobre 2002 au label Regain Records. En 2016, le groupe sort l'album DOT.

## Style musical
Le style musical de Karmakanic est similaire au rock progressif et symphonique dans la veine de Yes, Genesis et Emerson, Lake and Palmer.

## Membres
- Goran Edman - chant
- Krister Jonsson - guitare
- Jonas Reingold - basse
- Zoltan Czorsz - batterie
- Lalle Larsson - claviers

## Discographie
- 2002 : Entering the Spectra
- 2004 : Wheel of Life
- 2008 : Who's the Boss in the Factory
- 2011 : In a Perfect World
- 2016 : DOT
- 2025 : Transmutation